# Ephedrus curtus
Ephedrus curtus är en stekelart som beskrevs av Chen 2001. Ephedrus curtus ingår i släktet Ephedrus och familjen bracksteklar. Inga underarter finns listade i Catalogue of Life.